# Ugrai Panna
Ugrai Panna (2004. október 18. –) magyar Európa-bajnok úszó, olimpikon.

## Pályafutása
A Bakuban rendezett 2019. évi nyári európai ifjúsági olimpiai fesztiválon 200 méteres vegyesúszásban ötödik helyen végzett. A 2019-es junior világbajnokságon 100 m pillangón és háton nem jutott a döntőbe. A 2021-ben rendezett felnőtt Európa-bajnokságon 100 m pillangón 21., 4 × 100 m gyorson (Gyurinovics Fanni, Senánszky Petra, Verrasztó Evelyn) nyolcadik volt. A 2021-es rövid pályás úszó-Európa-bajnokság hét számban indult. Ezek közül 200 m vegyesen jutott a döntőbe, ahol hatodik lett. 
A 2023-as U23-as Európa-bajnokságon 100 méteres gyorsúszásban ezüstérmet szerzett. 2024 februárjában a Nemzeti Versenysport szövetség az év életmentője díjjal jutalmazta, miután a 2023-as életmentő Európa-bajnokságon 200 méteres akadályúszásban, és a 4 × 50 méteres akadályváltó tagjaként is ezüstérmet szerzett. A 2023-as rövid pályás úszó-Európa-bajnokságon 100 m pillangón nyolcadik, 4 × 50 m gyorson (Komoróczy Lora Fanni, Senánszky, Pádár Nikolett) hatodik, a mix 4 × 50 m gyorson (Szabó Szebasztián, Jászó Ádám, Senánszky) ötödik lett.
A 2024-es úszó-világbajnokságon 4 × 100 m vegyesen (Komoróczy Lora, Békési Eszter, Senánszky) indult és 13. helyezést szerzett. A 2024-es Európa-bajnokságon a 4 × 100 méteres női gyorsváltó, valamint a 4 × 100 méteres mixed gyorsváltó tagjaként aranyérmet szerzett. A 2024-es párizsi olimpián a 4 × 200 méteres gyorsváltó (Ábrahám Minna, Pádár Nikolett, Késely Ajna) tagjaként döntőbe jutott, ahol a 6. helyet szerezte meg a magyar csapat. A 2024-es rövid pályás úszó-világbajnokságon a 4 × 200 méteres gyorsváltó (Pádár Nikolett, Molnár Dóra, Ábrahám Minna) tagjaként ezüstérmet szerzett.

## Eredményei

### Magyar bajnokság
| 50 méteres medence | 2018 | 2019 | 2020 | 2021 | 2022 | 2023 | 2024 |
| ------------------ | ---- | ---- | ---- | ---- | ---- | ---- | ---- |
| 50 m gyors         |      |      |      |      | 4.   |      |      |
| 100 m gyors        |      |      |      | 3.   | 4.   | 3.   | 3.   |
| 200 m gyors        |      |      |      |      | 6.   | 5.   | 3.   |
| 50 m hát           | 8.   |      | 4.   | 3.   | 2.   | 2.   |      |
| 100 m hát          |      |      | 4.   | 3.   |      | 1.   |      |
| 200 m hát          | 5.   | 6.   |      |      |      |      |      |
| 50 m pillangó      |      |      |      |      | 4.   |      |      |
| 100 m pillangó     |      |      | 5.   | 4.   | 1.   | 1.   | 1.   |
| 200 m vegyes       |      |      | 3.   | 3.   |      |      |      |
| 4 × 100 m gyors    |      |      | 6.   | 3.   |      |      |      |
| 4 × 200 m gyors    |      |      |      | 5.   |      |      |      |
| 4 × 100 m vegyes   |      |      | 4.   |      |      |      |      |

## Rekordjai
200 m vegyes
- 2:14,37  (2021. július 10., Róma) 17 éves korosztályos magyar csúcs